# Малиці (Свентокшиське воєводство)
Малиці (пол. Malice) — село в Польщі, у гміні Образув Сандомирського повіту Свентокшиського воєводства.
Населення — 306 осіб (2011).
У 1975-1998 роках село належало до Тарнобжезького воєводства.

## Демографія
Демографічна структура на день 31 березня 2011 року:
|          | Загалом | Допрацездатний вік | Працездатний вік | Постпрацездатний вік |
| -------- | ------- | ------------------ | ---------------- | -------------------- |
| Чоловіки | 139     | 25                 | 100              | 14                   |
| Жінки    | 167     | 38                 | 90               | 39                   |
| Разом    | 306     | 63                 | 190              | 53                   |